# Надежда Попова
Надежда Симеонова Попова е българска анархистка, участничка в Килифаревската анархо-комунистическа чета.

## Биография
Надежда Попова е родена през 1906 г. в село Килифарево. Баща ѝ е учител в селото и загива на фронта по време на Балканската война през 1912 г. След като завършва гимназия във Велико Търново, тя започва работа като шивачка. Под влияние на брат си Георги С. Попов и нейни приятели от детинство – безвластниците братя Димитър и Дончо Бълхови, Стефан Парасков и други и така става убедена анархистка. За оформянето на мирогледа ѝ в тази насока голямо влияние ѝ оказват нейната братовчедка Мариола Сиракова и публицистът Георги Шейтанов, който е голям приятел на брат ѝ.
В отговор на военния преврат от 9 юни 1923 г. в родното ѝ Килифарево е обявено въоръжено въстание, чийто ръководител е Георги Попов. Надежда се присъединява към въстаниците и става санитарка, като подпомага болните и ранените въстаници. След разгрома на въстанието Попова и майка ѝ са арестувани в полицията. Подложени са на редовния нечуван тормоз, за да кажат мястото, където се укрива брат ѝ. Тъй като полицаите не получават исканите сведения, двете са освободени и се завръщат в селото си.
След създаването на Килифаревската чета Надежда Попова става активен неин ятак и помагач. В четата освен брат ѝ е и нейният годеник Димитър Бълхов. На 16 април 1925 г., след като отново е заплашена от арест, бременната вече Надежда е принудена да премине в нелегалност до началото на май, когато четниците решават, че поради невъзможност да действат трябва да се разпръснат. Бълхов и Попова известно време се укриват при свои ятаци в Габровския балкан. За да запази детето от лошите условия на нелегалния живот в края на юни 1925 г., Надя се предава на властите. Русенският военно-полеви съд я осъжда на четири години, които тя излежава в Пловдивския затвор. Там ражда детето си.
Излежава само три години и при обявената амнистия, а и вече болна от туберкулоза, е освободена и се завръща в Килифарево. През същата 1929 г. заминава за Югославия. Там се среща с годеника си Димитър Бълхов, който страда от същата болест. Двамата решават и заминават за френския град Тулуза, където да се опитат да се излекуват от заболяването. През 1931 г. Бълхов умира. Надежда е принудена да даде детето си за осиновяване от френско семейство и се завръща в България, където умира на 23 септември 1932 г. в родното Килифарево, самотна и забравена от всички.